# Écueillé
Écueillé je naselje in občina v srednjem francoskem departmaju Indre regije Center. Leta 2009 je naselje imelo 1.315 prebivalcev.

## Geografija
Naselje leži v pokrajini Berry ob reki Tourmente, 45 km severozahodno od Châteaurouxa.

## Uprava
Écueillé je sedež istoimenskega kantona, v katerega so poleg njegove vključene še občine Frédille, Gehée, Heugnes, Jeu-Maloches, Pellevoisin, Préaux, Selles-sur-Nahon in Villegouin s 3.707 prebivalci.
Kanton Écueillé je sestavni del okrožja Châteauroux.

## Zanimivosti
- nekdanja romanska cerkev Notre-Dame d'Écueillé iz 13. in 14. stoletja,
- nova cerkev Notre-Dame d'Écueillé iz začetka 20. stoletja.

## Pobratena mesta
- Ittre (Valonija, Belgija);